# Искушавање ђавола
Искушавање ђавола је југословенски филм из 1989. године. Режирао га је Живко Николић, а сценарио су писали Драган М. Николић и Живко Николић.